# Tennessee Ridge
Tennessee Ridge è un comune degli Stati Uniti d'America, situato nello Stato del Tennessee, diviso tra la Contea di Houston e la Contea di Stewart.